# Salor
El río Salor es un río de la península ibérica, un afluente del río Tajo por su margen izquierda, que fluye por la comunidad autónoma de Extremadura, discurriendo en su totalidad a través de la provincia de Cáceres. Pertenece a la cuenca hidrográfica del Tajo.
De 120 km de longitud, nace en las estribaciones septentrionales de la sierra de Montánchez, junto a la localidad de Montánchez, fluye en dirección noroeste y desemboca en el tramo fronterizo de su colector, aguas abajo de Alcántara. En su curso alto se localiza el pantano de Valdesalor.
Tiene como afluentes importantes: por la izquierda el río Ayuela, por la derecha el río Casillas y la Rivera de Araya.

## Historia
Siendo Licinio de la Fuente gobernador de Cáceres plantea hacer un pantano en el río Salor afectando fincas de la marquesa de Villatorcas, esposa del general Pablo Martín Alonso. Esta señora plantea una oposición frontal no dejando pasar a los peritos del Instituto Nacional de Colonización

(...) El proyecto había que realizarlo, afectara o no a las tierras de la esposa del general, quien aceptó disciplinadamente la decisión y nunca después me manifestó la menor hostilidad. El proyecto siguió adelante, se expropiaron las tierras necesarias, y hoy hay allí un pueblo nuevo y cientos de familias asentadas.
Licinio de la Fuente